# IC 4422
IC 4422 ist eine elliptische Galaxie vom Hubble-Typ E im Sternbild Bärenhüter am Nordsternhimmel. Sie ist schätzungsweise 405 Millionen Lichtjahre von der Milchstraße entfernt.
Das Objekt wurde am 6. Juli 1896 von Stéphane Javelle entdeckt.